# Shaanxi Wuzhou F.C.
Shaanxi Wuzhou Football Club (Chinês: 陕西五洲足球俱乐部) foi um clube de futebol profissional chinês sediado em Xian, Shaanxi, que jogou pela última vez na divisão China League One.
O clube foi originalmente formado em 5 de fevereiro de 2007, como Guangdong Sunray Cave F.C. e já foi propriedade do Guangdong Sports Bureau e do Sunray Cave Group. Em novembro de 2014, um grupo de empresas locais da província de Shaanxi adquiriu coletivamente a propriedade total do clube e posteriormente o renomeou para Shaanxi Wuzhou F.C., após a mudança do clube para o Estádio da Província de Shaanxi em Xian. No entanto, o clube não conseguiu liquidar os salários dos jogadores para a temporada de 2014 e foi proibido de jogar no sistema de liga de futebol chinês pela Associação Chinesa de Futebol.